# Pterobryon flagelliferum
Pterobryon flagelliferum är en bladmossart som beskrevs av Mitten 1886. Pterobryon flagelliferum ingår i släktet Pterobryon och familjen Pterobryaceae. Inga underarter finns listade i Catalogue of Life.